# ديفيد أرسكين
ديفيد أرسكين (بالإنجليزية: David Erskine)‏ هو لاعب الرغبي ‏ أيرلندي، ولد في 1969.